# آلن بوت
آلن بوت (انگلیسی: Allan Boath؛ زادهٔ ۱۴ فوریهٔ ۱۹۵۸) بازیکن فوتبال اهل نیوزیلند بود.
از باشگاه‌هایی که در آن بازی کرده‌است می‌توان به باشگاه فوتبال داندی یونایتد اشاره کرد.
وی همچنین در تیم ملی فوتبال نیوزیلند بازی کرده‌است.